# Bavly
Bavly (Russisch: Бавлы; Tataars: Баулы of Bawlı) is een stad in de Russische autonome republiek Tatarije. De stad ligt aan de rivier de Bavlinka (Бавлинка), een zijrivier van de Ik (Ик), 369 km ten zuidoosten van Kazan.
Bavly werd gesticht in 1755, verkreeg het de status van nederzetting met stedelijk karakter in 1950 en in 1998 de stadsstatus.
| 1939  | 1959   | 1970   | 1979   | 1989   | 2002   |
| ----- | ------ | ------ | ------ | ------ | ------ |
| 2.800 | 13.300 | 14.700 | 16.100 | 20.025 | 22.939 |

Bestuurlijk centrum: Kazan

Agryz · Almetjevsk · Aznakajevo · Bavly · Boegoelma · Boeinsk · Bolgar · Jelaboega · Laisjevo · Leninogorsk · Mamadysj · Mendelejevsk · Menzelinsk · Naberezjnye Tsjelny · Nizjnekamsk · Noerlat · Tetjoesji · Tsjistopol · Zainsk · Zelenodolsk